# Kabinett David Ben-Gurion VIII

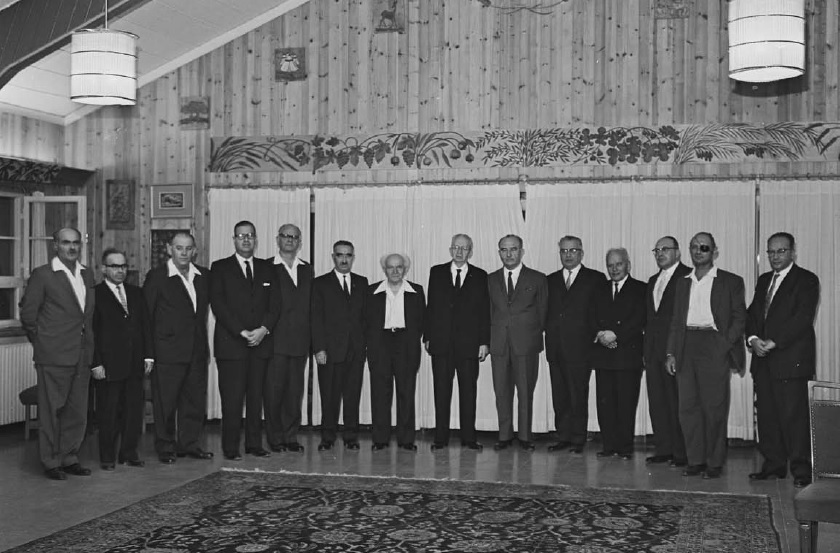
Das Kabinett David Ben-Gurion VIII, 1961

Das Kabinett David Ben-Gurion VIII (hebräisch מֶמְשֶׁלֶת יִשְׂרָאֵל הַעֲשִׂירִית, Memshelet Jisra'el Ha-Asirit) ist die achte israelische Koalitionsregierung mit David Ben-Gurion als Ministerpräsidenten und die zehnte Regierung seit Bestehen des Staates Israels.
Nach den Wahlen am 15. August 1961 zur Fünften Knesset beauftragte Staatspräsident Ben Zwi David Ben-Gurion am 6. September 1961 mit der Regierungsbildung, David Ben-Gurion lehnte ab. Am 14. September 1961 beauftragte Ben Zwi Levi Eschkol mit der Bildung einer neuen Regierung. Levi Eschkol nahm den Auftrag unter der Bedingung an, dass David Ben-Gurion Ministerpräsident wird. Die Koalitionsverhandlungen zwischen Mifleget Poalei Erez Jisrael, Nationalreligiöse Partei, Achdut haAwoda, Poalei Agudat Jisra’el und den beiden die arabischstämmigen Israelis vertretenden Parteien Schittuf weAchawa und Qidma uFittuach zogen sich bis zum Ende Oktober 1963 hin, so dass die Regierung erst am 2. November 1961 die Arbeit, mit David Ben-Gurion als Ministerpräsident, aufnahm.
Nach dem Rücktritt von Jitzchak Ben Aharon als Transportminister am 28. Mai 1962 übernahm Jisra’el Bar Jehuda am gleichen Tag das Amt.
Durch den Tod von Georg Josephthal am 22. August 1962 in Luzern (Schweiz) musste für die Ministerien Landesentwicklung und Bau- und Wohnungswesen eine neue Leitung gesucht werden. Die Leitung der beiden Ministerien übernahm am 30. Oktober 1962 Yosef Almogi, der zuvor Minister ohne Geschäftsbereich war.
Zum stellvertretenden Bildungsminister wurde am 29. November 1963 Kalman Kahana ernannt, nachdem der Amtsinhaber Ami Assaf am 17. Mai 1963 verstorben war.
Am 16. Juni 1963 trat David Ben-Gurion aus persönlichen Gründen als Ministerpräsident zurück und am 26. Juni 1963 wurde Levi Eschkol neuer Ministerpräsident der neuen Regierung.

## Kabinett
| Das Kabinett David Ben-Gurion VIII                                 | Das Kabinett David Ben-Gurion VIII | Das Kabinett David Ben-Gurion VIII | Das Kabinett David Ben-Gurion VIII |
| Position                                                           | Person                             | Bild                               | Partei                             |
| ------------------------------------------------------------------ | ---------------------------------- | ---------------------------------- | ---------------------------------- |
| Ministerpräsident Verteidigungsminister                            | David Ben-Gurion                   |                                    | Mifleget Poalei Erez Jisrael       |
| Landwirtschaftsminister                                            | Mosche Dajan                       |                                    | Mifleget Poalei Erez Jisrael       |
| Minister für Landesentwicklung Minister für Bau- und Wohnungswesen | Georg Josephthal                   |                                    | Mifleget Poalei Erez Jisrael       |
| Bildungsminister                                                   | Abba Eban                          |                                    | Mifleget Poalei Erez Jisrael       |
| Finanzminister                                                     | Levi Eschkol                       |                                    | Mifleget Poalei Erez Jisrael       |
| Außenminister                                                      | Golda Meir                         |                                    | Mifleget Poalei Erez Jisrael       |
| Gesundheitsminister Innenminister                                  | Chaim-Mosche Schapira              |                                    | Nationalreligiöse Partei           |
| Justizminister                                                     | Dov Yosef                          |                                    | Kein Mitglied der Knesset          |
| Minister für Arbeit                                                | Jigal Allon                        |                                    | Mifleget Poalei Erez Jisrael       |
| Minister für die öffentliche Sicherheit                            | Bechor-Schalom Schitrit            |                                    | Mifleget Poalei Erez Jisrael       |
| Postminister                                                       | Eliahu Sasson                      |                                    | Kein Mitglied der Knesset          |
| Minister für Religion                                              | Serach Wahrhaftig                  |                                    | Nationalreligiöse Partei           |
| Minister für Handel und Industrie                                  | Pinchas Sapir                      |                                    | Mifleget Poalei Erez Jisrael       |
| Transportminister                                                  | Jitzchak Ben Aharon                |                                    | Achdut haAwoda                     |
| Minister für Wohlfahrt                                             | Josef Burg                         |                                    | Nationalreligiöse Partei           |
| Minister ohne Geschäftsbereich                                     | Yosef Almogi                       |                                    | Mifleget Poalei Erez Jisrael       |
| Stellvertretender Verteidigungsminister                            | Schimon Peres                      |                                    | Mifleget Poalei Erez Jisrael       |
| Stellvertretender Bildungsminister                                 | Ami Assaf                          |                                    | Mifleget Poalei Erez Jisrael       |
| Stellvertretender Finanzminister                                   | Jitzchak Koren                     |                                    | Mifleget Poalei Erez Jisrael       |
| Stellvertretender Gesundheitsminister                              | Jitzchak Rafa’el                   |                                    | Nationalreligiöse Partei           |
| Stellvertretender Innenminister                                    | Schlomo Jisra’el Ben Me’ir         |                                    | Nationalreligiöse Partei           |